# 後秦

後秦
秦→大秦

後秦の領域。

後秦（こうしん、384年 - 417年）は、中国の五胡十六国時代に羌族の族長姚萇によって建てられた国。姚秦（ようしん）とも呼ばれる。

## 歴史

### 部族時代

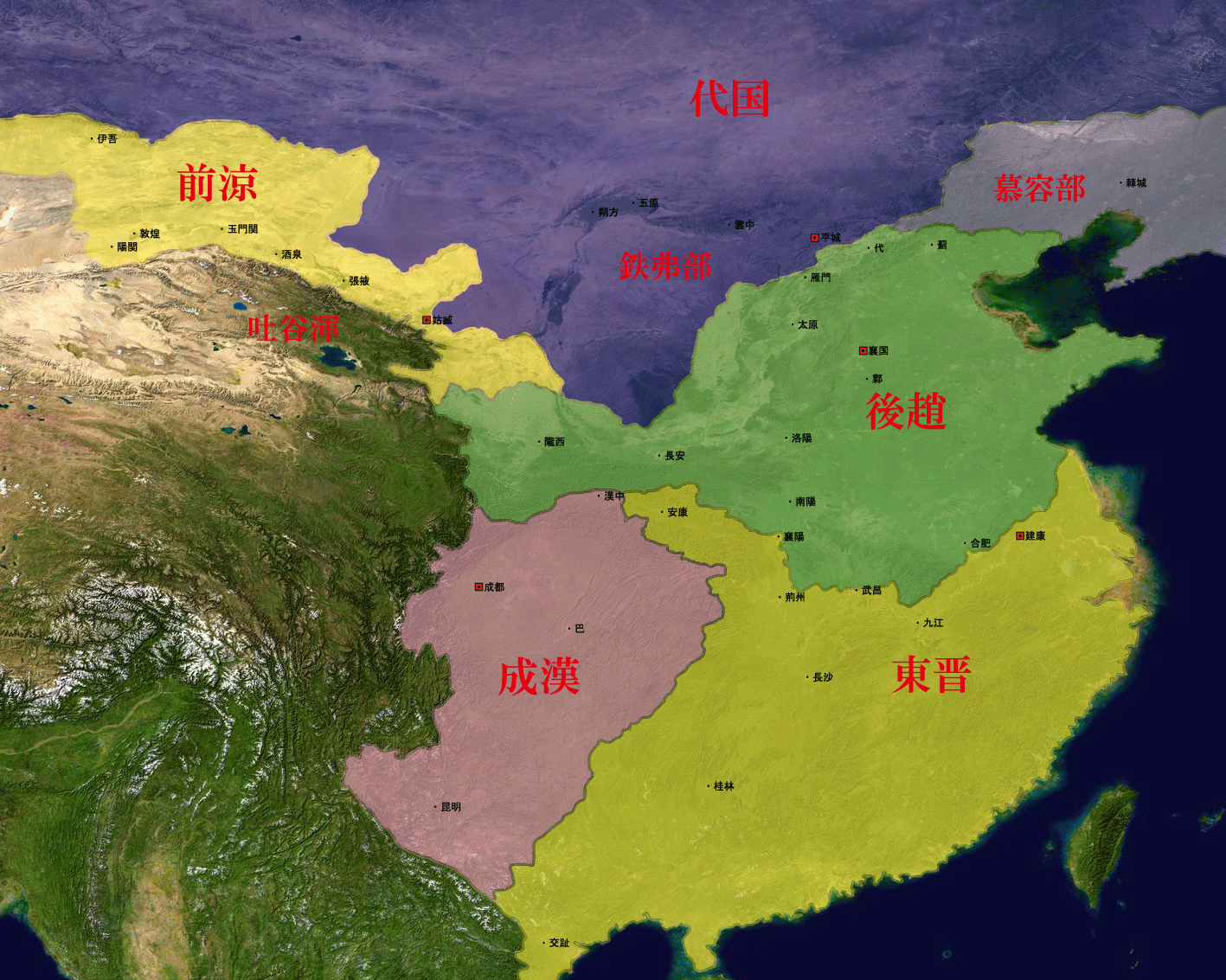
338年頃の五胡十六国

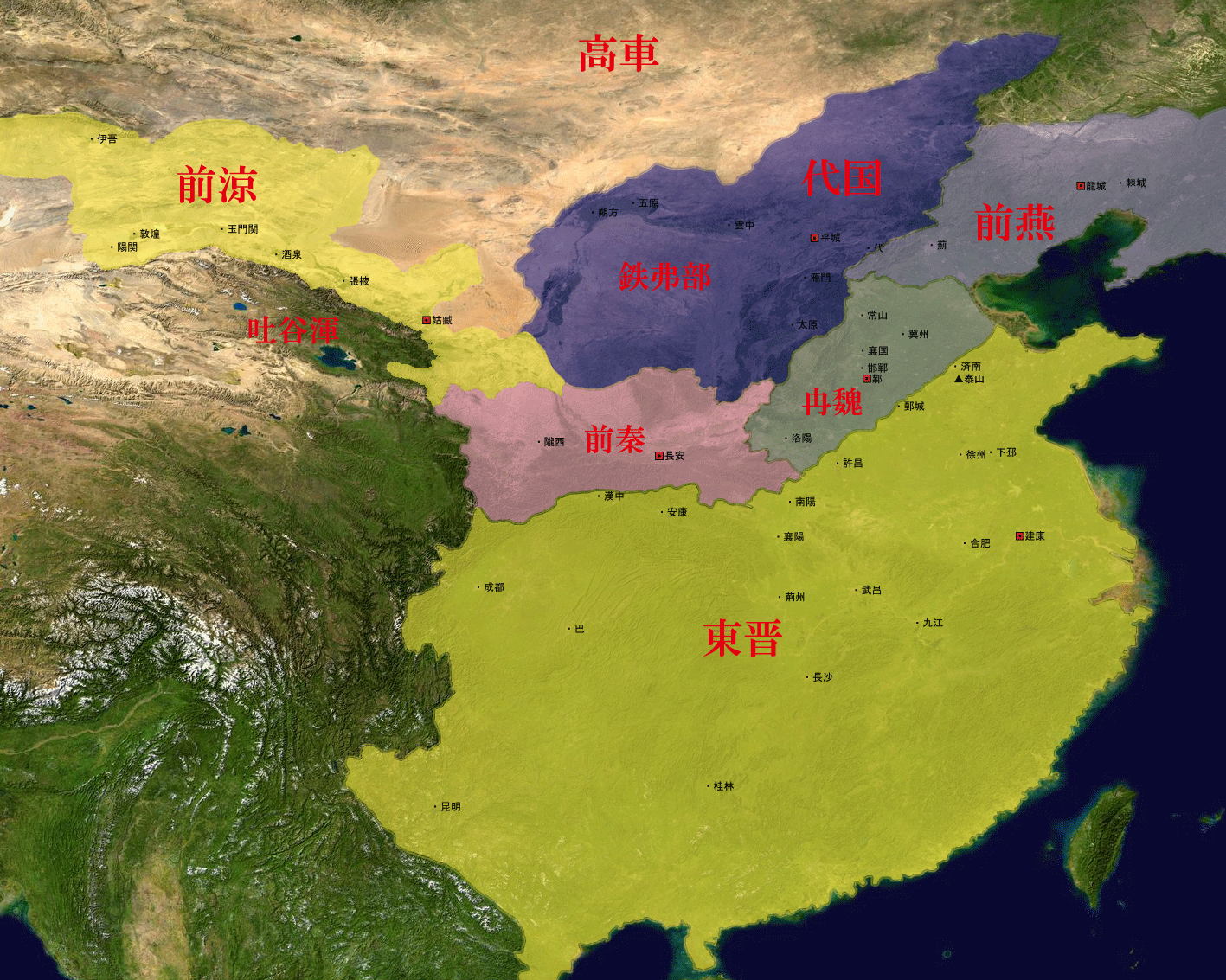
350年頃の五胡十六国

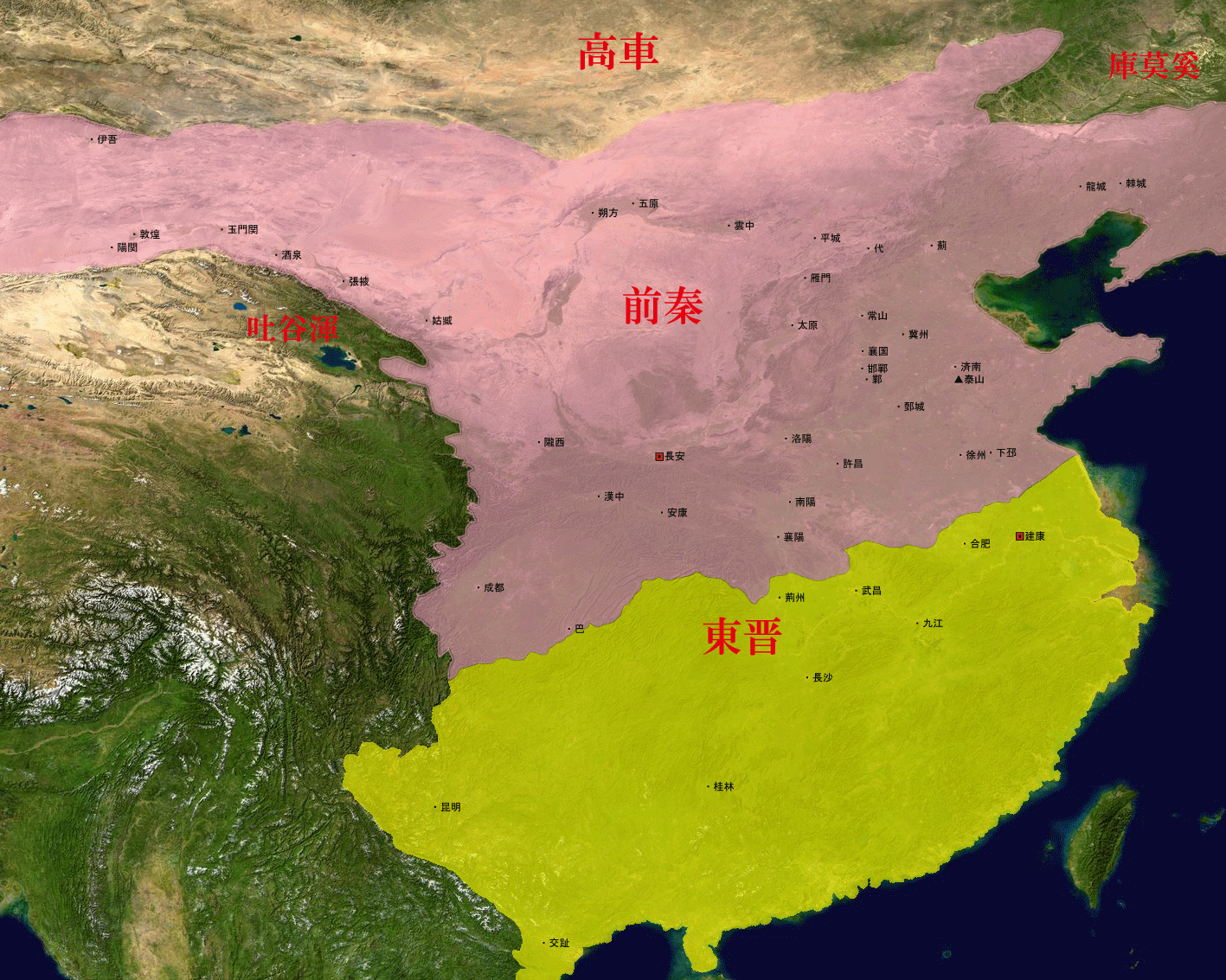
376年頃の前秦と東晋

後秦の支配集団・姚氏は後漢時代に猖獗を極めた焼当羌の子孫である。羌族の乱が平定された後、この部は南安郡赤亭（現在の甘粛省定西市隴西県の西部）へ移されたため、南安赤亭羌と称された。三国時代の魏の末期、族長の姚柯迴は鄧艾に従って263年に蜀（蜀漢）を滅ぼし、功績によって鎮西将軍・綏戎校尉・西羌都督を受け、4世紀初頭に子の姚弋仲が部を継いだ。
311年、西晋の都洛陽が匈奴の漢（後の前趙）によって陥落すると、翌312年に姚弋仲は南安から馮翊郡へ移り、護西羌校尉・雍州刺史・扶風公を自称して弱体化した西晋から自立した。この時、自身の姓を漢人風の「姚氏」とした。
西晋滅亡後、長安に都を定めた前趙は、323年に陳安の乱を平定してようやく関隴一帯を平定した。姚弋仲も前趙に降り、平西将軍・平襄公に封じられて馮翊から隴上（甘粛省秦安県一帯）へ移された。329年、前趙が後趙に滅ぼされると姚弋仲は後趙に降り、安西将軍・六夷左都督に任じられた。333年、後趙の初代皇帝石勒が死ぬと後趙国内は動揺し、長安で一族の石生が反旗を翻した。姚弋仲はこの石生の乱に参加したが、同年に討伐軍に敗れ、羌部は遠く清河郡灄頭（河北省清河県付近）へ移されてしまった。
349年、3代皇帝石虎が死ぬと、華北は混乱して各地で次々に自立勢力が生まれた。姚弋仲も灄頭で半自立状態となっていたが、後趙から右丞相・親趙王を受けて名目的に後趙政権下にあった。351年、後趙が冉閔によって滅ぼされると、姚弋仲は冉閔の冉魏に降るを潔しとせず、東晋へ使いを送って服属を表明した。
翌352年、姚弋仲が73歳で死去すると、第5子の姚襄が部を引き継いだ。同年、姚襄は本拠の関中へ帰ろうと灄頭を放棄して西行したが、後趙から自立した諸勢力に阻まれて大敗し、ついに部衆を挙げて東晋領内へ逃れ、譙（安徽省亳州市譙城区）に移された。しかし、姚襄は独自で行動することが多く、東晋の為政者からは警戒された。翌353年、東晋の殷浩は北伐を行うと、手始めとして姚襄に矛先を向けた。姚襄はこの北伐軍を迎撃して大破すると、逆に東晋内部へ攻め込んで一時は都建康の北岸まで迫った。この間に姚襄は、冉魏を滅ぼして河北を平定していた前燕に服属した。
355年、姚襄は大将軍・大単于を自称して北へ戻り許昌（河南省許昌市東）に拠った。しかし翌356年、殷浩に代わって東晋軍を率いた桓温の北伐を受け、大敗して平陽（山西省臨汾市）まで逃れた。姚襄はひたすら関中へ帰ろうと軍を立て直し、357年に龍門津（壺口瀑布付近）から黄河を渡って杏城（陝西省黄陵県付近）へ進撃し、関中に割拠していた前秦を攻めた。しかし、姚襄は前秦軍に連敗し、三原（陝西省三原県）で捕らえられて殺された。
姚襄が敗死すると、弟の姚萇は部を率いて前秦に降伏した。前秦の英主苻堅は姚萇を重用し、姚萇は前秦の南郷遠征（366年）、略陽討伐（367年）、前燕遠征（370年）、前仇池遠征（371年）、益州遠征（373年）、前涼遠征（376年）、襄陽遠征（378年）に従事して多大な功績を挙げた。383年、前秦が淝水の戦いで東晋に大敗すると配下の異民族が相次いで自立、急速に瓦解し始めた。384年、姚萇は前秦から自立した西燕の慕容泓討伐に敗れたため、苻堅の怒りを恐れて渭北の馬牧場へ逃れた。

### 後秦の成立

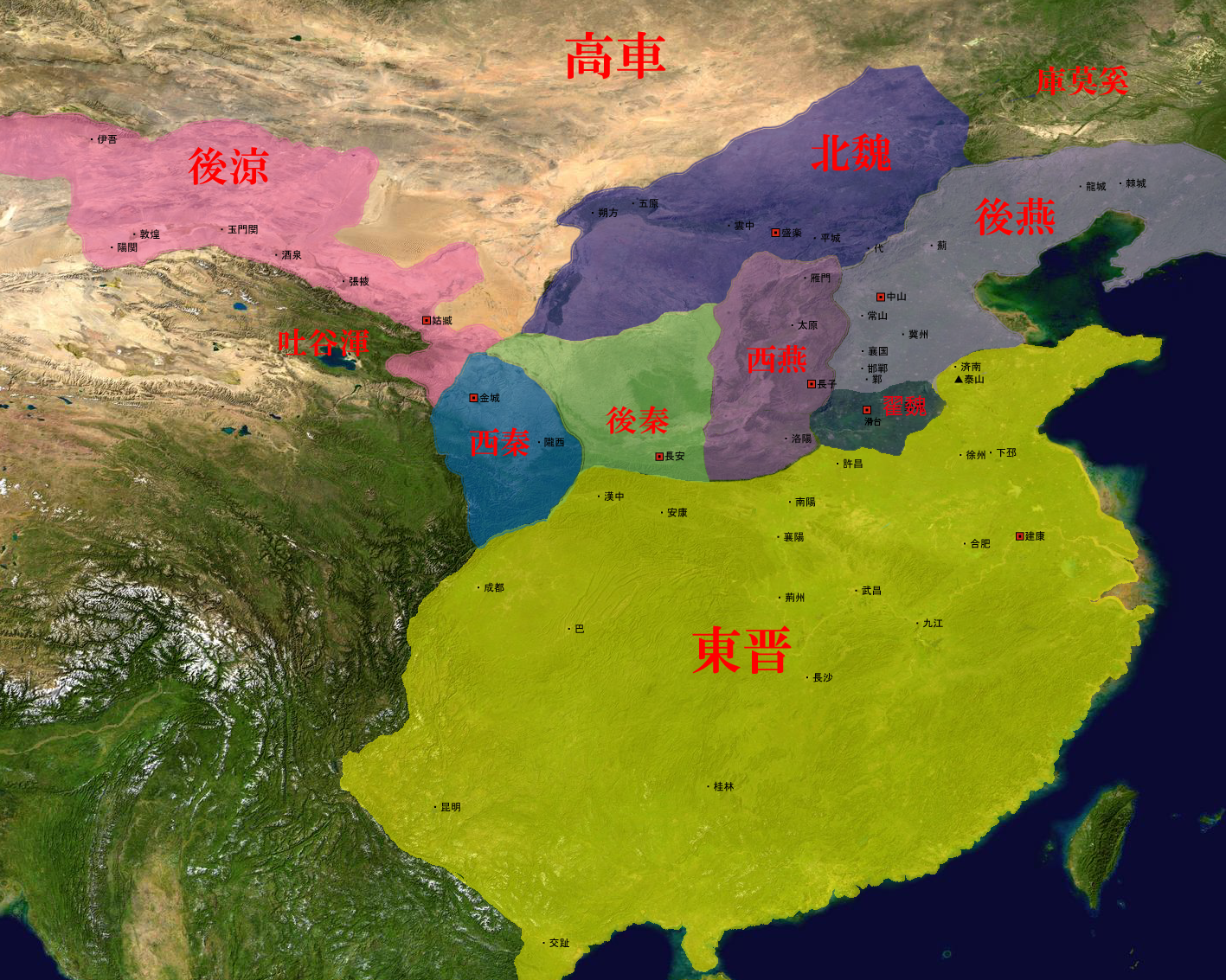
建国時の後秦

384年、渭北の馬牧場に逃れた姚萇は、漢人の天水尹氏らの協力で盟主となり、大将軍・大単于・万年秦王と称し、白雀元年と建元した。これが後秦の成立である。後秦成立時、関中では前秦と西燕とが激しく争っており、まだ勢力の弱い姚萇は、西燕に人質を送って従属した。385年、西燕は前秦の都長安を陥し、前秦の主力をほぼ壊滅させた。姚萇は長安以北の各地を次々占領し、同年、長安から逃れていた苻堅を殺害した。386年、長安に割拠していた西燕は内乱を続発させ、慕容凱が民40万を率いて関中を放棄し、東へ帰った。ここに長安一帯の関中地域は空白状態となり、姚萇は労せずして長安に拠ったのである。
386年、姚萇は長安を常安と改称し、ここを後秦の都と定めて皇帝位に即いた。同じ年、前秦の残存勢力も枹罕（甘粛省臨夏県）で即位した苻登によって統合された。苻登は東に進んで関中各地の前秦残存勢力をまとめ上げ、後秦を包囲した。とりわけ秦嶺一帯の楊定、杏城の苻纂、高平の破多蘭部の勢力は、後秦にとって脅威であった。後秦は各地で前秦軍に敗北を重ね、387年には安定と常安の二都市を残すまでとなった。苻登軍の陣には苻堅の像が置かれており、戦いの時には必ず像の前で復讐を誓っていた。また、兵士は腕に「死して休む」と入れ墨をし、殺害した後秦軍の兵を食べるという壮絶なものだったといわれる。
389年、後秦は大界で前秦軍の主力を大破し（大界の戦い）、これ以後前秦軍の大規模な攻勢はなくなった。姚萇は関中各地で前秦に対して優勢となったが、苻登も巧みな外交で後秦包囲網を維持し続けた。393年、姚萇は病が篤くなり、後事を子の姚興に託して死去した。翌394年、姚萇死すの報を聞いた苻登は、残存する全軍を傾けて後秦を攻めたが、姚興は前秦軍を廃橋で破り（廃橋の戦い）、継いで馬毛山で苻登を殺害した。こうして後秦による関中統一が実現した。

### 全盛期

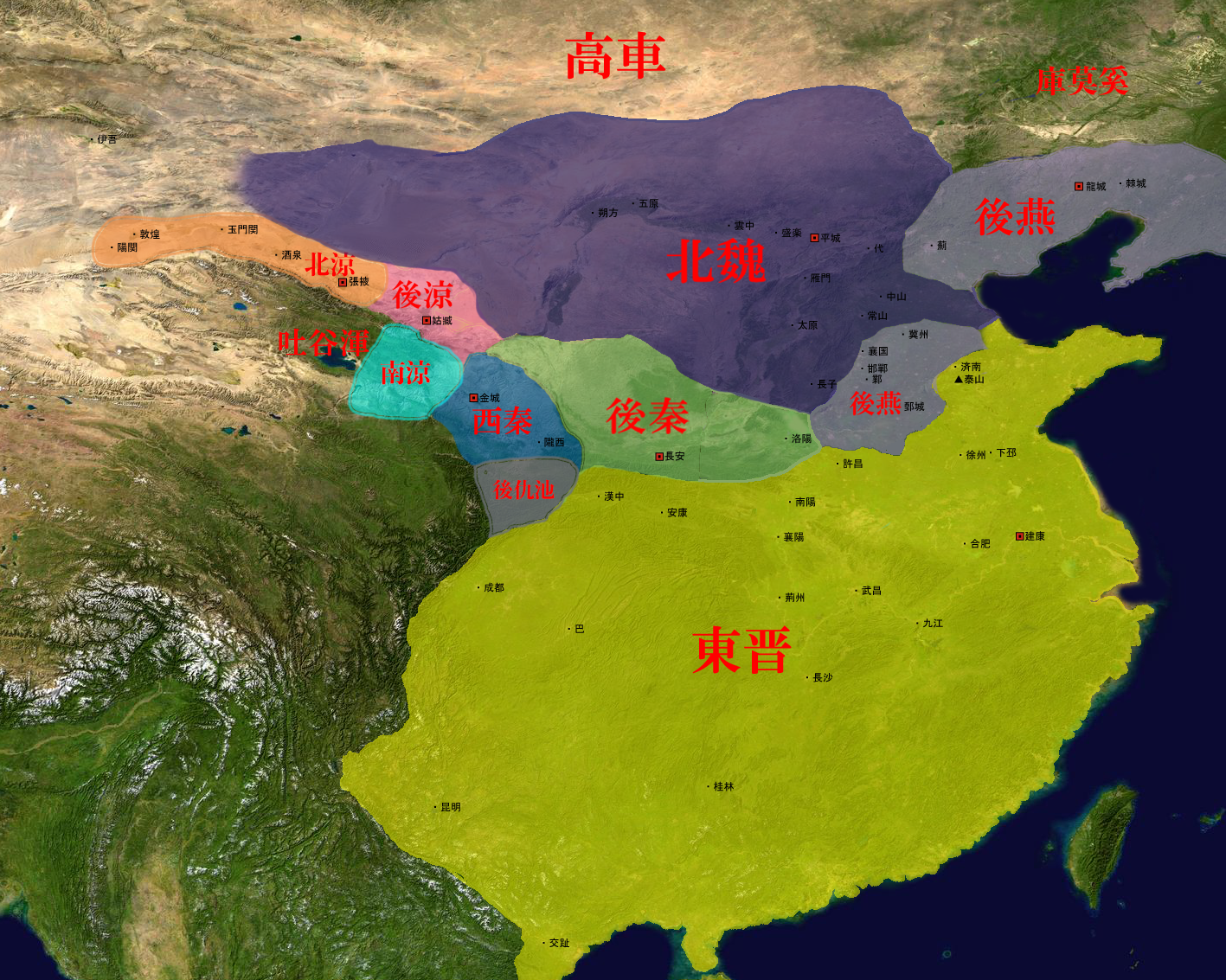
397年頃の後秦

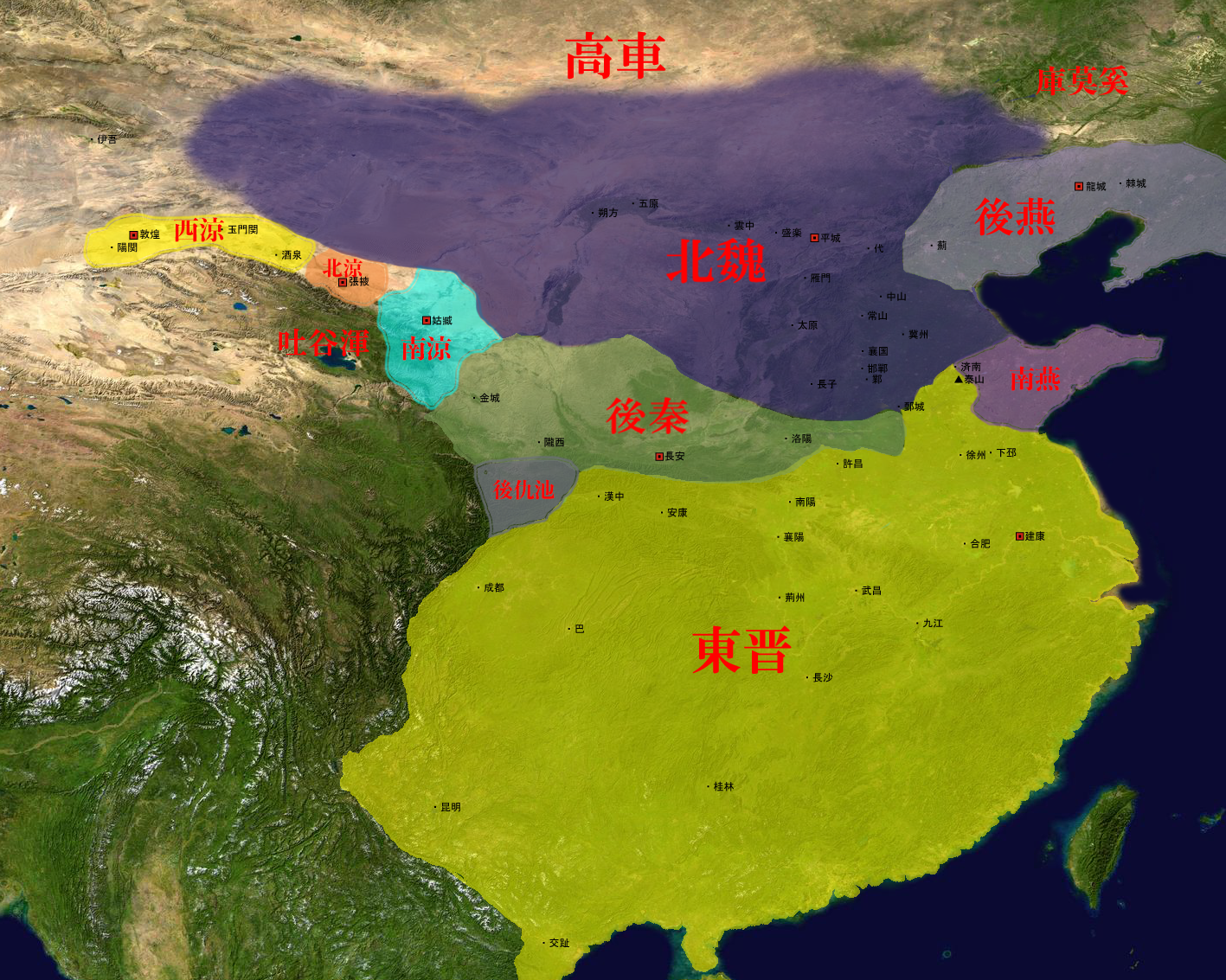
403年頃の後秦

394年、関中を統一した姚興は後秦皇帝に即位した。しかし、後秦の軍権は姚興の他に叔父の姚緒と姚碩徳も独自に握っていたため、姚興は常にこの2人に意を払って一族の結束と国内の安定に努めた。
396年、北魏の主力が後燕攻撃に向かうと、後秦は北魏の間隙をぬってオルドスを占領し、399年には内紛が続く東晋から洛陽など漢水・淮水以北の諸城を悉く占領した。400年、姚碩徳は隴西地域へ進撃して、苑川に割拠していた西秦を滅ぼし、旧西秦王の乞伏乾帰を常安へ移した。401年、姚興は乞伏乾帰を苑川に還して旧部衆を戻し、姚碩徳の後涼遠征に従事させた。同年、姚碩徳は後涼の都姑臧を攻め、これを降伏させた。この時、後秦は後涼に軟禁されていた鳩摩羅什を常安へ送っている。後涼が降ったことは河西諸政権を恐懼させ、西涼・北涼・南涼は悉く後秦に従属した。こうして河西は後秦の勢力圏内に入った。
402年、北魏は再びオルドスへ進出し、後秦と敵対関係に入った。同年、北魏軍が後秦領へ侵入したのを契機に、姚興は関中・河東の兵を悉く北魏へ向かわせたが、主力は柴壁（山西省襄汾県）で北魏軍に囲まれて大敗した（柴壁の戦い）。これにより、後秦の河北進出は挫折した。403年、弱体化の著しい後涼は、もはや政権としての維持ができず、全軍を率いて後秦領内に移り、代わりに後秦が姑臧を直接統治することとなった。同年、東晋が桓玄によって簒奪されると、後秦はこの機に乗じて再び淮河以北を席巻した。また西南方面では、405年に姚碩徳が秦嶺を越えて後仇池を降伏させた。この時点において、後秦は最大領域となったのである。

### 衰退

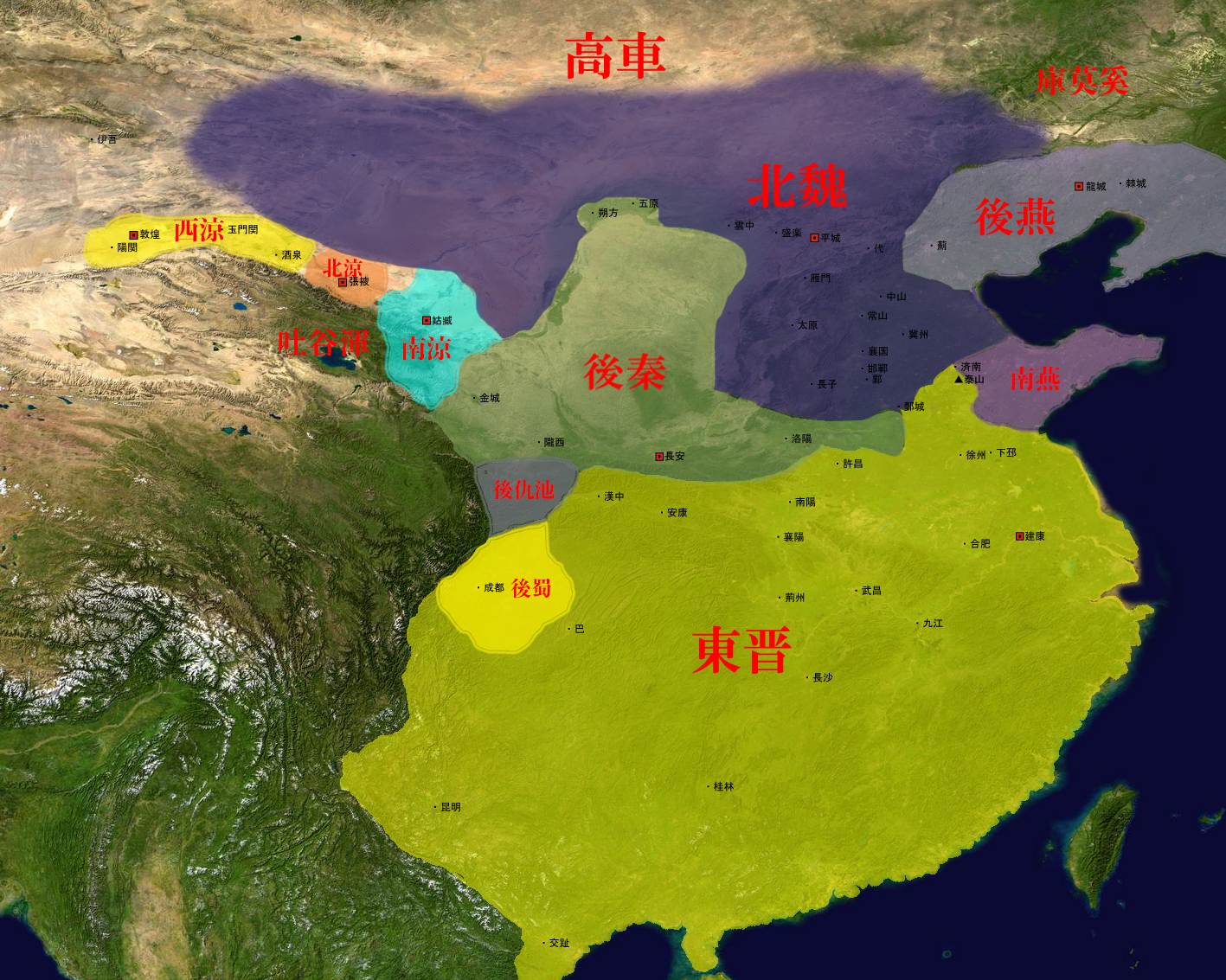
406年頃の後秦

405年末、桓玄を討ち取った功績で東晋の実権を掌握した劉裕は、強大な軍事力を背景にして失地回復に乗り出した。劉裕は後秦から漢水流域の12郡の割譲を求めたが、姚興は劉裕との対決を避けてこれを呑んだ。406年には、南涼の圧力に屈して涼州姑臧を譲渡し、河西への影響力を失った。407年、山東の南燕や四川の後蜀は盛んに東晋の劉裕から圧力を受けていたため、後秦に従属して抵抗を続けた。こうして、後秦は東晋との対決を避けられなくなった。同年、後秦に服属していた後仇池が東晋に寝返った。一方、後秦国内では、407年にオルドスで赫連勃勃の夏や、409年に隴西で乞伏乾帰の西秦に自立され、国力は急速に衰退した。
410年、後秦の従属国であった南燕が東晋によって滅ぼされると、後秦の国際的立場は揺らいだ。同年、姚興は後蜀や盧循と共に三方から東晋を攻めたが大敗し、逆に東晋は411年に盧循を、413年には後蜀を滅ぼして、ますますその国力は強大化した。後秦はもはや独力で東晋に対抗できず、413年に北魏と姻戚関係を結び、その後ろ盾を求めた。
414年、姚興が病に倒れると、子の姚弼が常安で反乱を起こし、これを鎮圧しようと姚興の諸子が各地で勝手に挙兵した。これは姚興が姚弼の職を解く形で何とか収拾したが、姚弼は翌415年に再び反乱を起こした。この反乱も当時皇太子であった姚泓によって取りなされ許された。
この年、外部では、夏の赫連勃勃によって涇水流域にまで攻め込まれ、後秦は多くの諸将を失った。416年、姚興が危篤状態に陥ると、子の姚愔はこの機に乗じて弟の姚耕児、天水の尹沖・尹弘・大将軍尹元、旧後涼王の呂隆らと共に常安宮中に攻め込んだ。姚興は宮中の変事を聞くと重病をおして太極前殿まで出御した。この姿を見た禁軍の兵は驚喜して奮い立ち、ようやく反乱軍を制圧することができたという。姚興はこの乱が鎮圧された直後に死去した。

### 滅亡

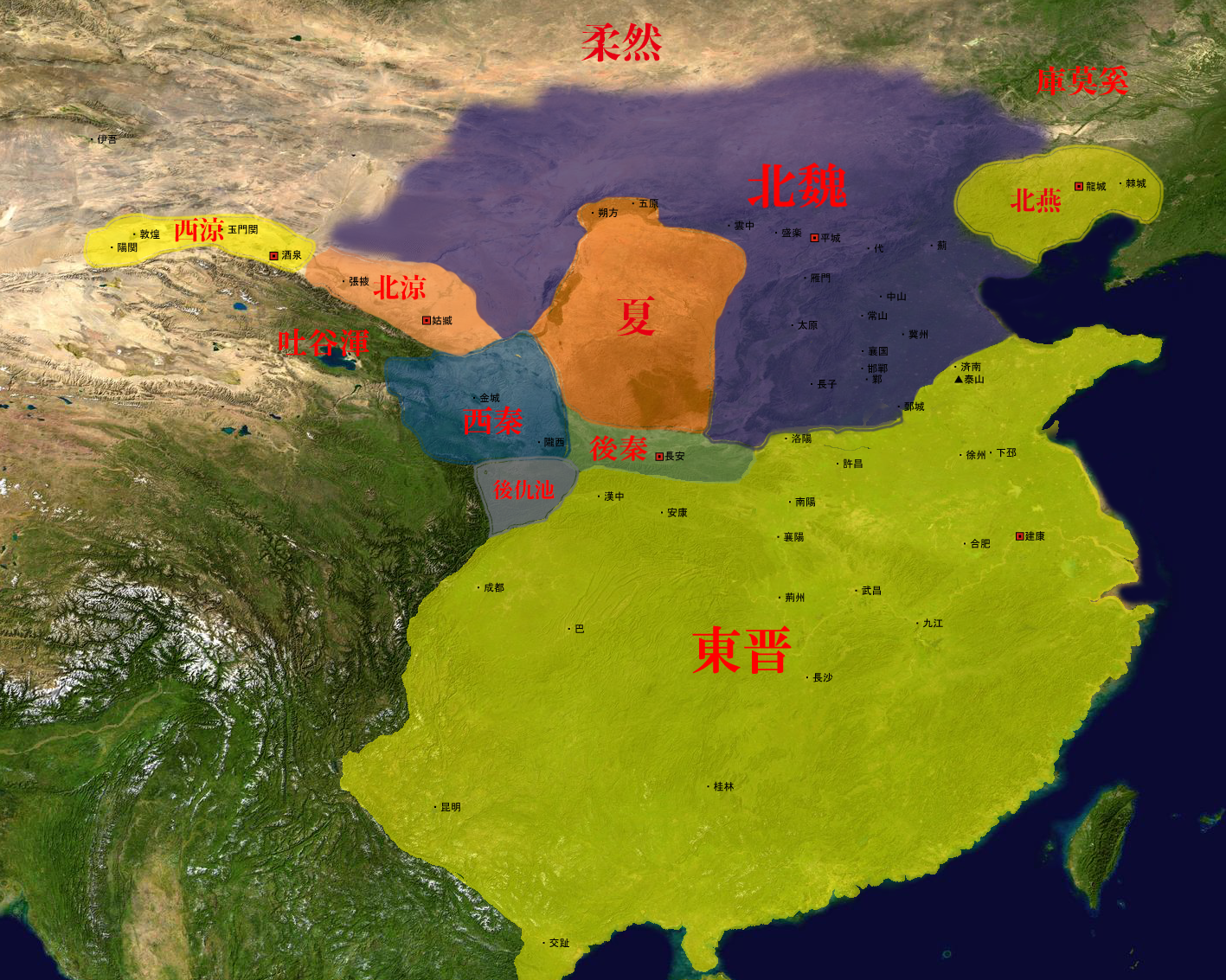
416年頃の後秦

後秦の英主姚興が死んだことは、急速に瓦解する後秦に追い打ちをかけることとなった。姚泓が後秦皇帝に即位したものの、弟の姚宣が邢望（陝西省大茘県付近）で、弟の姚懿が蒲坂（山西省永済市付近）で、従弟の姚恢が安定でそれぞれ反旗を翻し、各地で羌や匈奴が反乱を起こした。外部では、夏が上邽や郿（陝西省眉県付近）まで攻め込んで常安を震撼させ、後仇池や西秦もそれぞれ侵攻を繰り返した。さらに、姚興死すの報を受けた東晋の劉裕は、4路より大軍を率いて後秦に攻め込んだ。
姚泓はこうした内憂外患の状況で、すべての軍権を魯公姚紹に委ねた。姚紹は一族の反乱を瞬く間に平定すると、夏軍を撃破して国内を鎮定し、返す刀で破竹の勢いで迫った東晋軍を潼関で食い止めた。この姚紹の活躍は、東晋軍から「姚紹の気は関右を蓋う」と言われるほど凄まじいものであったという。しかし、翌417年に姚紹が陣中で病没すると、もはや後秦を支える人物はいなくなり、東晋は潼関を陥すと後秦の防衛線を次々突破し、常安を攻め降した。姚泓は建康に送られて斬られ、後秦はここに3代34年で滅んだ。なお、姚泓については、処刑直前に山中へ逃げ延びたという話も伝わっている。

## 後秦の文物
現存する後秦の文物は、草堂寺、記功賜将莂（386年）、呂憲墓表（402年）、呂他墓表（402年）、苻氏女静貞造像（407年）があり、このほか紀年文書としてトルファン文書一点がある。なお、天水の麦積山石窟には後秦時代のものとされる石仏もある。また現存していない文物として、建初雌雄刀（386年）が知られている。

## 後秦の名臣
姚碩徳
初代皇帝姚萇の弟で、後秦の西方拡大に尽力した名将。384年、姚萇が後秦を建国すると、弟の碩徳は当時、隴上で部族を率いていたが、これに呼応して挙兵した。碩徳の軍は強力で、386年から392年まで、上邽や安定を転戦して前秦の苻登の進撃をよく食い止め、後秦最強の部曲と称えられた。393年、後秦皇帝となった姚興は、碩徳の勢力を恐れて隴西王に拝し、丁重に遇した。396年、姚碩徳は秦州牧となって上邽へ出鎮すると、400年に西秦を滅ぼし、401年に後涼を屈服させ、405年に後仇池を降伏させるなど多大な功績を挙げた。407年頃に死去、太宰を贈られて姚萇の廟に配された。
尹緯
天水の人で字を景亮。姚萇の軍師。天水尹氏は姚襄の時代から姚氏に仕えており、姚萇が馬牧へ出奔すると、尹緯らは姚萇を推戴して後秦の建国に尽力した。尹緯は姚萇の為に軍事・内政・人事など多方面にわたってよく方策を立て、前秦の宰相王猛の才能と比肩すると評された。尹緯は姚萇死後も姚興をよく輔佐し、後秦が苻登を滅ぼして関中を統一できたのは尹緯の功績による所が大きかったという。400年頃に死去、司徒を贈られて姚萇の廟に配された。
姚紹
初代皇帝姚萇の弟で、瓦解する最末期の後秦を支えた名将。399年、姚紹は洛陽に出鎮すると、姚興から洛陽以東の軍権を委ねられ、後秦の東方経営に尽力した。後に常安に戻って禁軍を掌握し、積極的に姚興の後継者争いに関わった。姚紹は当初、皇太子派と敵対していたが、皇太子の姚泓派に付くと忠節を尽くし、416年に姚泓が皇帝に即位すると、全ての軍権を委ねられた。姚紹は外敵内乱を次々平定し、敵軍から「姚紹の気は関右を蓋う」と恐れられた。417年には太宰・大将軍・大都督・中外諸軍事を受け、魯公に拝された。しかし同年、潼関で東晋軍と対峙する最中に危篤状態となり、後事を子の姚讃に託して病没した。

## 後秦の君主

### 部族長時代
1. 姚弋仲（族長位：4世紀初頃 - 352年） - 後秦建国後に始祖景元皇帝
2. 姚襄（族長位：352年 - 357年） - 後秦建国後に魏武王
3. 姚萇（族長位：357年 - 384年）

### 後秦皇帝
1. 太祖武昭皇帝姚萇（在位：384年 - 393年） - 姚弋仲の子
2. 高祖文桓皇帝姚興（在位：394年 - 416年） - 先代の子
3. 姚泓（在位：416年 - 417年） - 先代の子

- 姚萇は384年に大単于・万年秦王を称した[2]。
- 姚萇は386年から皇帝を称した[2]。
- 姚興は皇帝であったが、398年から天王を称した[2]。
- 姚泓は皇帝を称した[2]。

|                    |                    |                    |                    |                    |                    |  |  | 姚柯迴                 |  |  |  |  |  |  |  |                          |                          |                          |                          |                          |                          |  |  |  |  |  |  |  |  |  |  |
|                    |                    |                    |                    |                    |                    |  |  |                        |  |  |  |  |  |  |  |                          |                          |                          |                          |                          |                          |  |  |  |  |  |  |  |  |  |  |
|                    |                    |                    |                    |                    |                    |  |  | 秦景元帝姚弋仲 280-352 |  |  |  |  |  |  |  |                          |                          |                          |                          |                          |                          |  |  |  |  |  |  |  |  |  |  |
|                    |                    |                    |                    |                    |                    |  |  |                        |  |  |  |  |  |  |  |                          |                          |                          |                          |                          |                          |  |  |  |  |  |  |  |  |  |  |
|                    |                    |                    |                    |                    |                    |  |  |                        |  |  |  |  |  |  |  |                          |                          |                          |                          |                          |                          |  |  |  |  |  |  |  |  |  |  |
| 魏武王姚襄 331-357 | 魏武王姚襄 331-357 | 魏武王姚襄 331-357 | 魏武王姚襄 331-357 | 魏武王姚襄 331-357 | 魏武王姚襄 331-357 |  |  |                        |  |  |  |  |  |  |  | 秦武昭帝姚萇 330-384-393 | 秦武昭帝姚萇 330-384-393 | 秦武昭帝姚萇 330-384-393 | 秦武昭帝姚萇 330-384-393 | 秦武昭帝姚萇 330-384-393 | 秦武昭帝姚萇 330-384-393 |  |  |  |  |  |  |  |  |  |  |
| 魏武王姚襄 331-357 | 魏武王姚襄 331-357 | 魏武王姚襄 331-357 | 魏武王姚襄 331-357 | 魏武王姚襄 331-357 | 魏武王姚襄 331-357 |  |  |                        |  |  |  |  |  |  |  | 秦武昭帝姚萇 330-384-393 | 秦武昭帝姚萇 330-384-393 | 秦武昭帝姚萇 330-384-393 | 秦武昭帝姚萇 330-384-393 | 秦武昭帝姚萇 330-384-393 | 秦武昭帝姚萇 330-384-393 |  |  |  |  |  |  |  |  |  |  |
|                    |                    |                    |                    |                    |                    |  |  |                        |  |  |  |  |  |  |  | 秦文桓帝姚興 366-393-416 |                          |                          |                          |                          |                          |  |  |  |  |  |  |  |  |  |  |
|                    |                    |                    |                    |                    |                    |  |  |                        |  |  |  |  |  |  |  |                          |                          |                          |                          |                          |                          |  |  |  |  |  |  |  |  |  |  |
|                    |                    |                    |                    |                    |                    |  |  |                        |  |  |  |  |  |  |  | 秦后主姚泓 388-416-417   |                          |                          |                          |                          |                          |  |  |  |  |  |  |  |  |  |  |

## 元号
1. 白雀（384年 - 386年）
2. 建初（386年 - 393年）
3. 皇初（394年 - 399年）
4. 弘始（399年 - 416年）
5. 永和（416年 - 417年）